# Абгар
Цар Абгар V (Авгар, Абгар) е арабски владетел, управлявал Осроене със столица Едеса от 4 г. пр. Хр. до 7 г. сл. Хр. и от 13 г. до 50 г. Според християнското предание той се разболява от тежка болест и пише писмо до Иисус с молба за избавление. Иисус отпечатва лика си на кърпа, в която завива писмото и му го връща. След виждането на лика на Иисус, цар Абгар бива излекуван. От тази легенда произтича и по-късно се развива иконописта. Оттук идва и вярата в чудотворната сила на иконите.
Това писмо е първият печатен текст на новобългарски език и се нарича „Абагар“.